# If It's Lovin' that You Want
"If It's Lovin' that You Want" é uma canção da cantora barbadense Rihanna, gravada para o seu álbum de estreia Music of the Sun. Foi escrita por Samuel Barnes, Scott La Rock, Makeba Riddick, Jean-Claude Oliver e Lawrence Parker e produzida pela dupla norte-americana Poke & Tone. A sua gravação decorreu em 2005, nos Bassmint Studios e The Loft Recording Studios, localizados em Bronxville, Nova Iorque. Deriva de origens estilísticas de pop e R&B, que infunde um som dançante com uma mistura de piano. A sua sonoridade é composta através dos vocais, juntando ainda acordes de guitarra. Liricamente, o tema mostra como uma mulher demonstra a um rapaz que é a rapariga certa para ele, caso este queira ser amado. A canção foi lançada digitalmente, fisicamente e em vinil a 28 de novembro de 2005 no Reino Unido. Quatro dias depois, foi disponibilizada na iTunes Store de vários países através de um conjunto de duas faixas, publicadas através da Def Jam Recordings.
Como segundo single do primeiro disco da cantora, a receção por parte da crítica sobre música foi mista, em que parte prezou os vocais da cantora e outra os criticou. Depois do seu lançamento, conseguiu ficar entre as vinte músicas mais vendidas da Austrália, Irlanda, Nova Zelândia, dos Países Baixos, do Reino Unido e da Suíça. Nos Estados Unidos, nomeadamente na tabela musical Billboard Hot 100, posicionou-se no 36.º lugar e foi certificada com disco de ouro pela Recording Industry Association of America (RIAA). O vídeo musical foi dirigido por Marcus Raboy e filmado numa das praias da Califórnia, em Malibu. O tema retratado é simplista com destaque para a matriz de cenário artístico e os adereços utilizados. O elemento dominante nas cenas é a diversão de Rihanna e a sua vontade em demonstrar as vibrações dos países caribenhos.

## Antecedentes e estilo musical
Antes de assinar um contracto discográfico com a Def Jam Recordings, Rihanna foi descoberta no seu país natal em Barbados pelo produtor Evan Rogers, que tratou de todos os detalhes para que a cantora fosse direta para Nova Iorque. Num estúdio local, gravou algumas faixas demo para serem enviadas para algumas editoras. Posteriormente, Jay-Z ouviu uma das cassetes demo gravadas pela barbadense, e junto com L.A. Reid, fizeram uma audição à jovem. Após o lançamento e desempenho comercial positivo de "Pon de Replay", single de avanço de Music of the Sun e estreia de Rihanna nas tabelas musicais, "If It's Lovin' that You Want" foi estabelecido como segundo foco de promoção do disco. Numa entrevista com a MTV News, a cantora explicou o significado e conceito do tema, afirmando o seguinte:
| “ | A canção trata-se basicamente de dizer a um rapaz, 'se é amor que tu queres, deves fazer de mim a tua rapariga porque eu tenho tudo o que procuras'. | ” |

Foi realizada uma sequela da música intitulada "If It's Lovin' that You Want – Part 2", que inclui vocais do rapper Cory Gunz, que foi incluída no segundo álbum da artista, A Girl like Me. O seu lançamento como segundo single ocorreu a 28 de novembro de 2005 no Reino Unido, em formato digital, físico e vinil. Mais tarde, foi disponibilizado na iTunes Store de vários países num conjunto de duas faixas.
A nível sonoro, é uma obra que incorpora elementos de estilo pop e R&B, produzida por Poke & Tone. A sua composição foi elaborada por Samuel Barnes, Scott La Rock, Makeba Riddick, Jean-Claude Oliver, Lawrence Parker. De acordo com a partitura publicada pela Sony/ATV Music Publishing, a música é definida no tempo de assinatura moderadamente dance groove com um metrónomo de 98 batidas por minuto. Composta na chave de lá bemol menor com o alcance vocal que vai desde da nota baixa de fá, para a nota de alta de dó.

## Receção pela crítica
| Críticas profissionais | Críticas profissionais |
| Avaliações da crítica  | Avaliações da crítica  |
| Fonte                  | Avaliação              |
| ---------------------- | ---------------------- |
| About.com              | [ 11 ]                 |

As críticas após o lançamento da faixa foram geralmente mistas, em que alguns prezaram e outros criticaram a performance vocal. Bill Lamb do portal About.com atribui três estrelas de cinco possíveis, afirmando que a cantora providencia "vocais simples e agradáveis", a sua voz soa "muito leve" e "fina". Lamb continuou a comentar, escrevendo que, embora a canção seja "agradável" para ouvir no "verão", e não é "ofensiva", além de voltar a recapturar "o gancho assassino de 'Pon de Replay'". No entanto, A. Vishnu do jornal indiano The Hindu prezou o desempenho vocal de Rihanna, confidenciando que a canção mais "expõe a sua versatilidade e alcance vocal". Um editor da revista Billboard louvou a composição do tema e a sua batida, complementando que a cantora "reforça [o refrão] tropical com assinatura reggae e um gancho de coceira que, embora monótono, não se pode perder".
Um repórter do sítio Take40 e Kelefa Sanneh do diário The New York Times foram breves nas suas opiniões sobre a faixa, adjetivando-a de "discreta" em comparação com o lançamento anterior de Rihanna, "Pon de Replay", e Sanneh complementou que era "uma boa música". Um analista do sítio Contactmusic.com considerou que o registo era "cativante" e "infeccioso", mas que a batida era inferior ao single anterior. "Tem uma voz boa, sabe as suas origens, sem dúvida, uma vocalista boa e ao lado de Ciara, pode muito bem ser o achado de 2005", concluiu o profissional. A página britânica BBC afirmou que "é um retorno um pouco mais descontraído, mas ainda tem a sua quantidade de dança de salão". Jason Birchmeier da Allmusic destacou a faixa como uma das melhores do disco, em conjunto com "Here I Go Again" e "You Don't Love Me (No, No, No)", atribuindo-lhes a menção de "cativantes". Sal Cinquemani da publicação Slant Magazine partilhou da mesma opinião que Birchmeier, complementando que "é apropriadamente ventoso para um começo ensolarado".

## Vídeo musical

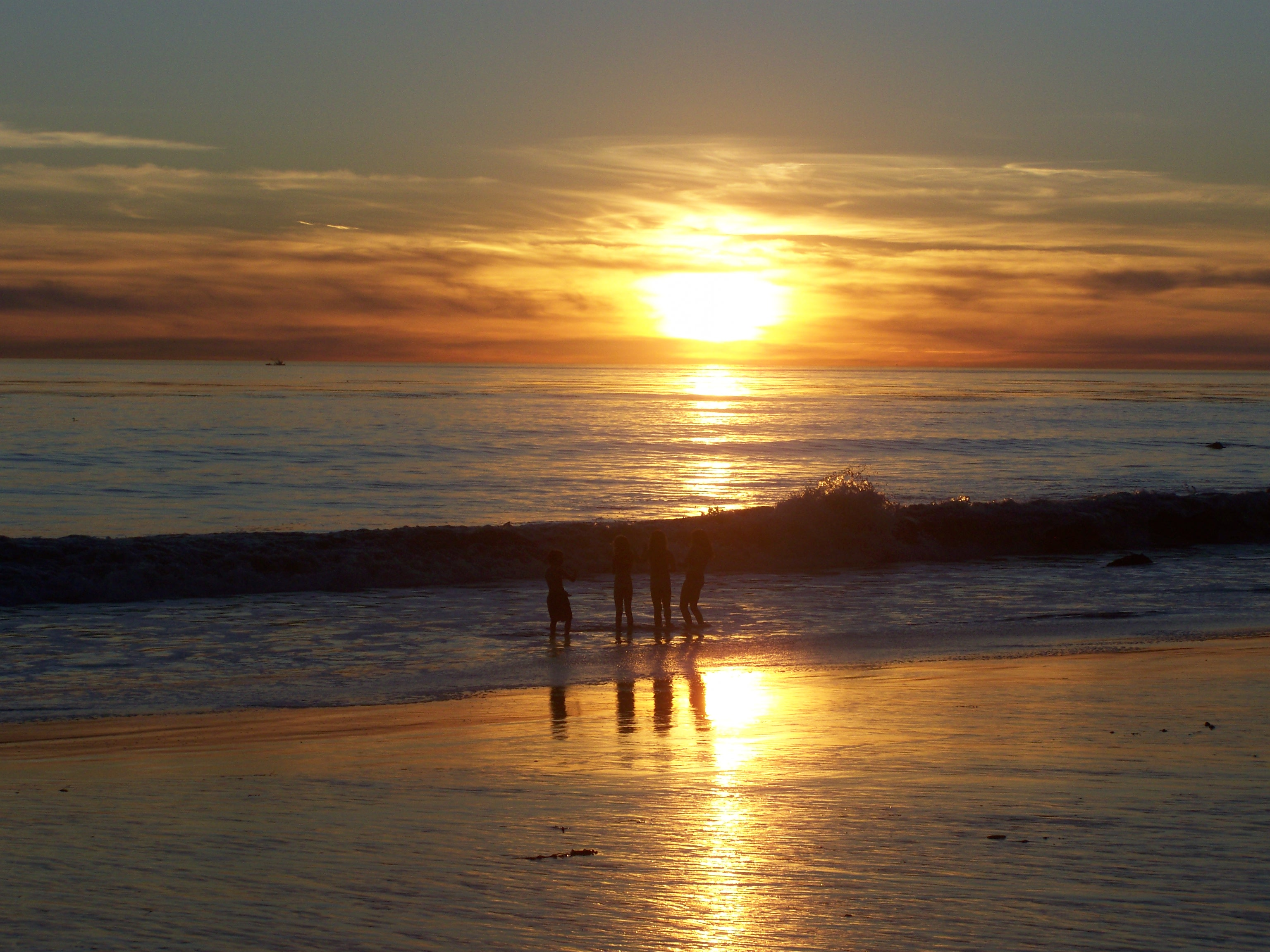
A praia de Malibu, na costa da Califórnia, foi a paisagem escolhida para as cenas do teledisco.

O vídeo musical foi gravado numa praia da costa da Califórnia em Malibu e dirigido por Marcus Raboy. Numa entrevista para o canal televisivo MTV, Rihanna falou sobre o desenvolvimento e o conceito elaborado durante as filmagens do projeto, afirmando o seguinte: "A água estava tão fria... mas oh meu Deus, divertimo-nos tanto... Estávamos empurrando uns aos outros dos Jet Skis". Durante a conversa com a estação, a cantora elaborou mais sobre o conteúdo do teledisco e o seu significado, dizendo: "Este vídeo é sobre diversão, que mostra a vibração caribenha... fizemos algumas coisas na área ao estilo de sereia..., e eu estou [a desempenhar] apenas para a câmara como se fosse o meu namorado. Agora vamos [filmar com] as tochas Tiki. Vai ser incrível". As rotinas de dança embutidas no trabalho foram coreografadas por Fatima Robinson. Ficou posteriormente disponível na iTunes Store de alguns países, como Estados Unidos.
A trama, com uma duração superior a três minutos, começa com cenas em que Rihanna dança e caminha na praia, além de andar de mota de água com os seus amigos durante o primeiro refrão e verso. Durante a primeira parte, é introduzida uma nova cena onde a artista está a dançar numa plataforma em conjunto com quatro dançarinas, utilizando uma "saia flutuante branca e curta e uma camisa cortada", em que o oceano é o pano de fundo. Durante o segundo refrão, as cenas anteriores são intercaladas umas com as outras, continuando pelo segundo verso, onde a jovem surge com uma roupa diferente e deitada na areia da praia, ao mesmo tempo que interage com amigos do sexo masculino. Nas cenas finais do teledisco, Rihanna pratica dança do ventre no meio de um círculo de culto rodeado com tochas à noite.

## Faixas e formatos
A versão single de "If It's Lovin' That You Want" contém duas faixas, a original com duração de três minutos e vinte e sete segundos. Foi ainda lançado um CD single, com três músicas e o vídeo musical. O tema também foi comercializado em extended play (EP) disponibilizado na iTunes Store.
| Descarga digital |                                                                      |         |  |
| N.º              | Título                                                               | Duração |  |
| 1.               | "If It's Lovin' That You Want"                                       | 3:27    |  |
| 2.               | "If It's Lovin' That You Want" (com Corey Gunz) (Remix (Radio Edit)) | 3:50    |  |
| Duração total:   | Duração total:                                                       | 7:17    |  |

| CD single |                                                  |         |  |
| N.º       | Título                                           | Duração |  |
| 1.        | "If It's Lovin' That You Want" (versão do álbum) | 3:27    |  |
| 2.        | "If It's Lovin' That You Want" (instrumental)    | 3:21    |  |
| 3.        | "Pon de Replay" (Norty Cotto Remix)              | 3:50    |  |
| 4.        | "If It's Lovin' That You Want" (vídeo musical)   | 3:50    |  |

| EP digital |                                               |         |  |
| N.º        | Título                                        | Duração |  |
| 1.         | "If It's Lovin' that You Want"                | 3:27    |  |
| 2.         | "If It's Lovin' that You Want" (instrumental) | 3:20    |  |
| 3.         | "Pon de Replay" (Pon de Club Play)            | 7:32    |  |

## Desempenho nas tabelas musicais
A obra falhou em obter o mesmo desempenho comercial positivo que o single antecessor de Rihanna, "Pon de Replay". Nos Estados Unidos, obteve a 36.ª posição como melhor na Billboard Hot 100 a 31 de dezembro de 2005. A Recording Industry Association of America (RIAA) atribuiu ainda um galardão de ouro à canção pelas 500 mil unidades distribuídas. Na Austrália, a música debutou na sua melhor posição na ARIA Singles Chart no nono lugar a 6 de fevereiro de 2006. Na semana seguinte, desceu um lugar para décimo, mas subiu novamente na terceira semana. O tema conseguiu permanecer catorze semanas na tabela musical. Na Nova Zelândia, a música estreou no décimo segundo lugar a 19 de dezembro de 2005.
Na Europa, "If It's Lovin' that You Want" entrou na Ö3 Austria Top 40 em 40.º lugar a 16 de dezembro de 2005. Permaneceu durante cinco semanas entre as quarenta mais vendidas na Áustria, sendo que mais tarde atingiu o número 31 como melhor, num total de onze edições de permanência. Em outros países europeus, a música conseguiu atingir as vinte faixas mais vendidas de países como a Irlanda, Países Baixos, no Reino Unido e Suíça.
| Tabela musical (2005-2006)                   | Melhor posição |
| -------------------------------------------- | -------------- |
| Alemanha - Media Control AG                  | 25             |
| Austrália - ARIA Singles Chart               | 9              |
| Áustria - Ö3 Austria Top 75                  | 31             |
| Bélgica - Ultratop (Flandres)                | 25             |
| Estados Unidos - Billboard Hot 100           | 36             |
| Estados Unidos - Billboard R&B/Hip-Hop Songs | 99             |
| Estados Unidos - Billboard Pop Songs         | 9              |
| Europa - European Hot 100                    | 35             |
| Irlanda - Top 50 Singles                     | 8              |
| Nova Zelândia - RIANZ                        | 9              |
| Países Baixos - Mega Single Top 100          | 13             |
| Reino Unido - UK Singles Chart               | 11             |
| Suíça - Schweizer Hitparade                  | 19             |

| País           | Provedor | Certificação |
| -------------- | -------- | ------------ |
| Estados Unidos | RIAA     | Ouro         |

## Histórico de lançamento
"If It's Lovin' that You Want" foi disponibilizada a 28 de novembro de 2005 no Reino Unido, através de CD single, descarga digital e vinil. Posteriormente, foi lançada digitalmente na iTunes Store de vários países a 2 de Dezembro, além de ser editado em formato EP digital no mesmo dia.
| País        | Data                   | Formato                            | Editora discográfica |
| ----------- | ---------------------- | ---------------------------------- | -------------------- |
| Reino Unido | 28 de novembro de 2005 | CD single, descarga digital, vinil | Def Jam              |
| Alemanha    | 2 de dezembro de 2005  | CD single, descarga digital        | Def Jam              |
| Austrália   | 2 de dezembro de 2005  | Descarga digital                   | Def Jam              |
| Brasil      | 2 de dezembro de 2005  | Descarga digital                   | Def Jam              |
| Irlanda     | 2 de dezembro de 2005  | Descarga digital                   | Def Jam              |
| Noruega     | 2 de dezembro de 2005  | Descarga digital                   | Def Jam              |
| Portugal    | 2 de dezembro de 2005  | Descarga digital                   | Def Jam              |